# Hélène de Nassau
Hélène Wilhelmine Henriette de Nassau-Weilbourg (en allemand : Helene Wilhelmine Henriette von Nassau-Weilburg), née le 18 août 1831 à Wiesbaden et morte le 27 octobre 1888 à Bad Pyrmont,, était la fille de Guillaume, duc de Nassau, et de sa seconde épouse Pauline de Wurtemberg,. Elle fut l'épouse de Georges-Victor, prince de Waldeck-Pyrmont,.

## Biographie
Hélène de Nassau est née à Wiesbaden, dans le duché de Nassau,. Elle était le neuvième enfant de Guillaume, duc de Nassau (1792-1839) et de sa seconde épouse Pauline de Wurtemberg (1810-1856). Ainsi, Hélène était la demi-sœur d'Adolphe de Nassau, futur grand-duc de Luxembourg. Elle était liée avec la famille royale britannique par son père et sa mère, descendants de George II de Grande-Bretagne.

### Mariage et descendance
Hélène de Nassau épousa Georges-Victor, prince de Waldeck-Pyrmont, à Wiesbaden le 26 septembre 1853, fils de Georges II de Waldeck-Pyrmont,,. De cette union naquirent sept enfants :
- Sophie (27 juillet 1854 - 5 août 1869) ;
- Pauline (19 octobre 1855 – 3 juillet 1925) ;
- Marie (23 mai 1857 – 30 avril 1882) ;
- Emma (2 août 1858 - 20 mars 1934) ;
- Hélène (17 février 1861 – 1er septembre 1922) ;
- Frédéric (20 janvier 1865 – 26 mai 1946) ;
- Élisabeth (6 septembre 1873 – 23 novembre 1961).